# Pomnik Żołnierzy Armii Krajowej w Białymstoku
Pomnik Żołnierzy Armii Krajowej – pomnik stojący w centrum Białegostoku przy Skwerze Armii Krajowej (ul. J. Kilińskiego), odsłonięty 17 września 1995 r. Jest wyrazem hołdu złożonego żołnierzom trzech okręgów AK: białostockiego, nowogródzkiego i wileńskiego.
Pomnik składa się z dwóch części. Górna część pomnika wykonana z różowego granitu to pionowa bryła, u góry której widnieje Orzeł Biały i napis: ŻOŁNIERZOM ARMII KRAJOWEJ. Dolna zaś to trzy przesunięte względem siebie płyty z polerowanego szarego granitu, na których widnieją kute napisy: „SARNA” OKRĘG BIAŁYSTOK, „NÓW” OKRĘG NOWOGRÓDEK, OKRĘG WILNO „WIANO” oraz OKRĘG POLESIE „KWADRA”. Dodatkowo na górnej płycie widnieje napis: BÓG – HONOR – OJCZYZNA. 